# Музей Мунка
Музей Мунка (норв. Munch-museet, Munch-museet i Oslo) — музей в Осло, занимающейся собранием, обработкой и популяризацией творчества норвежского художника и графика Эдварда Мунка.
В настоящее время[когда?] музейный фонд составляет около 1100 картин, 4500 рисунков, 18000 графических файлов. Кроме произведений художника в музее хранятся несколько личных вещей художника, в том числе и те, которые он завещал городу после своей смерти (1944).
Музей был торжественно открыт в 1963 году.
22 октября 2021 года в Осло открыто новое здания музея, построенное по проекту Хуана Эррероса и Йенса Рихтера из испанского архитектурного бюро Estudio Herreros. Новый музей почти в пять раз больше предыдущего. Это - культурный центр, в котором планируется собрать максимальное количество художественных достижений норвежских художников.

## Ограбление
22 августа 2004 года на музей было совершено нападение. Вооружёнными преступниками были похищены полотна «Крик» и «Мадонна». В мае 2006 года трое обвиняемых в краже были приговорены к тюремным срокам, а в августе полиции удалось обнаружить работы. За время нахождения в руках похитителей оба полотна получили повреждения: на них присутствовали царапины и следы от влаги, холсты были надорваны.
По словам представителя музея, пятно в углу на картине «Крик» останется заметно. «Реставраторы не хотели производить никаких необратимых действий», — сообщили в музее, добавив, что в будущем, возможно, появятся методы, позволяющие вывести пятно с картины.